# Arrondissement di Rodez
L'arrondissement di Rodez è un arrondissement dipartimentale della Francia situato nel dipartimento dell'Aveyron, nella regione Occitania.

## Storia
Fu creato nel 1800 sulla base dei preesistenti distretti. Nel 1926 vi fu integrato l'arrondissement soppresso di Espalion.

## Composizione
L'arrondissement è composto da 139 comuni raggruppati in 23 cantoni:
- cantone di Baraqueville-Sauveterre
- cantone di Bozouls
- cantone di Cassagnes-Bégonhès
- cantone di Conques
- cantone di Entraygues-sur-Truyère
- cantone di Espalion
- cantone di Estaing
- cantone di La Salvetat-Peyralès
- cantone di Laguiole
- cantone di Laissac
- cantone di Marcillac-Vallon
- cantone di Mur-de-Barrez
- cantone di Naucelle
- cantone di Pont-de-Salars
- cantone di Réquista
- cantone di Rignac
- cantone di Rodez-Est
- cantone di Rodez-Nord
- cantone di Rodez-Ovest
- cantone di Saint-Amans-des-Cots
- cantone di Saint-Chély-d'Aubrac
- cantone di Saint-Geniez-d'Olt
- cantone di Sainte-Geneviève-sur-Argence